# Brachodes
Brachodes is een geslacht van vlinders uit de familie van de Brachodidae. De wetenschappelijke naam van het geslacht is voor het eerst geldig gepubliceerd in 1845 door Achille Guenée.
Dit geslacht komt voor in het Palearctisch gebied en omvat ongeveer veertig soorten. Uiterlijk, onder meer in grootte, kleur of vorm van de voelsprieten,  vertonen ze vrij grote verschillen, maar de genitaliën zijn erg homogeen qua morfologie. De meeste soorten komen voor in de steppegebieden van Klein-Azië, het Midden-Oosten en Centraal-Azië. De eerste soort die Guenée tot het geslacht rekende, Brachodes vernetella, was afkomstig uit de oostelijke Pyreneeën.

## Soorten
- B. albina (Zagulajev, 1978)
- B. appendiculata (Esper, 1783)
- B. arenosa Zagulajev, 1979
- B. beryti (Stainton, 1867)
- B. candefacta Lederer, 1858
- B. canonitis Meyrick, 1906
- B. compar (Staudinger, 1879)
- B. diacona Lederer, 1858
- B. dispar Herrich-Schäffer, 1855
- B. fallax Staudinger, 1899
- B. fasciata Staudinger, 1899
- B. flagellatus Kallies, 2002
- B. flavescens (Turati, 1919)
- B. formosa Amsel, 1954
- B. fulgurita (Fischer von Waldheim, 1832)
- B. funebris (Feisthamel, 1833)
- B. gressitti Heppner, 2009
- B. infanda (Meyrick, 1920)
- B. keredjella Amsel, 1954
- B. laeta (Staudinger, 1863)
- B. lucida (Lederer, 1853)
- B. mesopotamica Amsel, 1949
- B. metaspila (Meyrick, 1926)
- B. minutula Erschoff, 1874
- B. monotona Amsel, 1954
- B. nana (Treitschke, 1834)
- B. nanetta (Oberthür, 1922)
- B. nycteropis (Meyrick, 1920)

- B. orientalis Rebel, 1906
- B. powelli (Oberthür, 1922)
- B. pumila (Ochsenheimer, 1808)
- B. quiris (Felder & Rogenhofer, 1875)
- B. radiolata Staudinger, 1899
- B. rasa Christoph, 1877
- B. rhagensis Lederer, 1869
- B. staudingeri Kallies, 1998
- B. straminella Rebel, 1916
- B. tristis (Staudinger, 1879)
- B. vernetella (Guenée, 1845)